# Leonhard von Blumenthal
Karl Konstantin Albrecht Leonhard von Blumenthal (20 tháng 7 năm 1810 – 21 tháng 12 năm 1900), từ năm 1883 còn được gọi là Bá tước (Graf) von Blumenthal, là một Thống chế Phổ – Đức. Được xem là một trong những chỉ huy quân sự tài năng nhất của thời đại, ông đã có nhiều đóng góp cho sự thành lập Đế quốc Đức vào tháng 1 năm 1871. Ông được biết đến chủ yếu vì sự can thiệp mang tính quyết định của ông trong trận chiến tại Königgrätz-Sadowa trong cuộc Chiến tranh Áo-Phổ vào năm 1866, vì những chiến thắng của ông trong các trận đánh tại Wœrth và Wissembourg trong cuộc Chiến tranh Pháp-Phổ, và trên hết là vì việc ông phản đối công pháo vào Paris vào năm 1870 trong cuộc vây hãm do ông chỉ đạo.

## Tiểu sử
Von Blumenthal đã chào đời tại Schwedt, Brandenburg, Phổ vào ngày 20 tháng 7 năm 1810, là con trai của Đại úy Ludwig von Blumenthal, người đã tử trận tại Dennewitz vào năm 1813.
Được nuôi dưỡng tại điền trang của ông nội mình ở Reddenthin, nơi người chú của ông là Gustav von Below thành lập cái mà sẽ được biết đến như là Phong trào Ngũ Tuần, von Blumenthal được giáo dục trong các trường quân sự tại Culm và Berlin. Ông đã gia nhập đội Vệ binh với quân hàm Thiếu úy vào năm 1827. Ông học tại Trường Chiến tranh Berlin (về sau này gọi là Viện Hàm lâm Quân sự Phổ). Sau khi phục vụ tại Tỉnh Rhein, ông đã gia nhập Cục Đo đạc địa hình của Bộ Tổng tham mưu vào năm 1846. Với cương vị là Trung úy trong Trung đoàn Bộ binh số 31, ông đã tham gia trấn áp các cuộc bạo động tại Berlin vào năm 1848, và vào năm 1849 ông được thăng quân hàm Đại úy trong Bộ Tổng tham mưu. Cùng năm đó, ông đã phục vụ trong bộ tham mưu của Tướng Eduard von Bonin trong cuộc Chiến tranh Schleswig lần thứ nhất, và đã thể hiện khả năng của mình, đặc biệt là trên chiến trường Fredericia, vì thế ông được bổ nhiệm làm tham mưu trưởng của quân đội Schleswig-Holstein sau khi vị tham mưu trưởng tiền nhiệm của mình là Đại úy von Delius bị chết trận.
Vào năm 1850, von Blumenthal được bổ nhiệm làm sĩ quan tham mưu trưởng trong sư đoàn di động dưới quyền Tietzen ở Hesse-Kassel. Được tặng thưởng Huân chương Đại bàng Đỏ hạng tư, ông đã tham gia trong một phái bộ tới Anh cùng năm đó, và trong một số dịp về sau này. Sau khi được lên quân hàm Thượng tá, ông được bổ nhiệm là sĩ quân hầu cận của Hoàng thân Friedrich Karl vào năm 1859. Vào năm 1860, ông trở thành Đại tá trong Trung đoàn Bộ binh số 31, và về sau này là Trung đoàn Bộ binh số 71. Khi ông đang là tham mưu trưởng của Quân đoàn III, cuộc Chiến tranh Schleswig lần thứ hai bùng nổ vào năm 1864, và ông được cử làm tổng tham mưu trưởng của đội quân tấn công Đan Mạch. Ông đã thể hiện rõ rệt tài năng của mình, điển hình là chiến trường Dybbøl và cuộc tấn công về đêm vào Als (trận đánh mà ông đã góp phần lập kế hoạch và chấm dứt cuộc chiến), và vì vậy ông được lên chức Thiếu tướng và được tặng thưởng Huân chương Quân công (Pour le Mérite) của Phổ, trở thành người thứ 50 được nhận huân chương này.
Trong cuộc Chiến tranh Áo-Phổ vào năm 1866, von Blumenthal được bổ nhiệm làm tổng tham mưu trưởng của Thái tử Phổ là Friedrich Wilhelm, người chỉ huy Binh đoàn thứ hai. Gánh nặng chủ yếu trong cuộc chiến tranh đã thuộc về binh đoàn này, và sự ứng chiến kịp thời của họ tại Königgrätz-Sadowa đã quyết định đến thắng lợi của quân đội Phổ. Trong các trận đánh nói riêng và chiến dịch Böhmen nói chung, vai trò của tham mưu trưởng von Blumenthal được nhìn nhận là nổi bật nhất. Tại Königgratz, Thái tử đã nói với ông: "Ta biết nhờ ai mà ta có thể chỉ đạo quân sĩ của mình", và von BLumenthal không lâu sau đó được phong hàm Trung tướng và tặng thưởng lá sồi gắn vào Huân chương Quân công của ông. Ông cũng được phong tước Hiệp sĩ của Dòng Hohenzollern. Kể từ năm 1866 cho đến năm 1870, ông chỉ huy Sư đoàn Bộ binh số 14 tại Düsseldorf.
Trong cuộc Chiến tranh Pháp-Đức (1870 – 1871), Blumenthal được cử làm tham mưu trưởng của Binh đoàn thứ ba dưới quyền chỉ huy của Thái tử. 18 thành viên khác trong gia đình ông cũng tham gia chiến đấu, trong số đó có cả hai người con trai và ba người cháu gọi ông bằng bác (trong đó hai người đã tử trận). Tướng Von Blumenthal đã chứng tỏ tài thao lược của mình trong những ngày quan trọng trước khi trận Sedan bùng nổ, và những cống hiến của ông đối với quân đội Phổ – Đức được nhìn nhận là quý báu và quan trọng hầu như ngang bằng với Tổng tham mưu trưởng Moltke Lớn. Thủ tướng Bismarck nói: "Đến nay như người ta có thể thấy, báo chí không hề nhắc đến ông ta, mặc dù ông là tham mưu trưởng của Thái tử, và, tiếp theo sau Moltke, có công lao lớn nhất trong việc điều khiển cuộc chiến. … Ông đã giành chiến thắng trong các trận đánh tại Wœrth và Wissembourg, và sau đó là tại Sedan, do Thái tử không phải lúc nào cũng can thiệp vào các kế hoạch của ông ta". Ông đã chỉ đạo Cuộc vây hãm Paris và phản đối các yêu cầu pháo kích vào thành phố này. Ngoài ra, ông cũng điều khiển các chiến dịch do tướng von der Tann thực hiện xung quanh Orléans, và bảo vệ Đại Công tước xứ Mecklenburg-Schwerin khỏi sự quấy rầy của Moltke. Vào năm 1871, với cương vị là đại diện của Đức, ông đã tham dự các cuộc thao diễn của quân đội Anh tại Chobham, và được trao quyền chỉ huy Quân đoàn IV tại Magdeburg. Vào năm 1873, ông được thăng cấp Thượng tướng Bộ binh, và 10 năm sau ông được phong làm Bá tước. Vào năm 1888, ông trở thành một Thống chế, và sau đó ông chỉ huy các cục thanh tra quân đội III và IV. Ông đã nghỉ hưu vào năm 1896, và từ trần tại Quellendorf gần Köthen vào ngày 21 tháng 12 năm 1900.

## Di sản
Người ta (trong số đó có nhà báo Anh Quốc William Howard Russell – người đã gặp gỡ ông trong cuộc Chiến tranh Pháp-Phổ) biết đến ông vì sự tử tế và vui tính của mình. Cũng giống như Thái tử Friedrich Wilhelm, Moltke, và nhiều lãnh đạo cao cấp khác của Phổ, ông có vợ là người Anh, Delicia Vyner, và vì vậy giới bảo thủ thường thường nghĩ rằng các vị này chịu sự chi phối của tư tưởng tự do Anh. Thành tựu ít được ca ngợi nhất, nhưng có thể được xem là quan trọng nhất của ông, là việc phát triển học thuyết Hỏa lực và Thẩm thấu, đặt nền tảng cho phương thức "Chiến tranh Chớp nhoáng" (Blitzkrieg).